# Paratopula andamanensis
Paratopula andamanensis är en myrart som först beskrevs av Auguste-Henri Forel 1903.  Paratopula andamanensis ingår i släktet Paratopula och familjen myror. Inga underarter finns listade i Catalogue of Life.